# Earophila planicolor
Earophila planicolor är en fjärilsart som beskrevs av Barend J. Lempke 1950. Earophila planicolor ingår i släktet Earophila och familjen mätare. Inga underarter finns listade i Catalogue of Life.